# 盧質
卢质（867年—942年12月7日），字子徵，唐朝末年至五代十国后唐、后晋官员，河南人。
卢质曾祖卢偲，唐朝太原府祁县尉，赠右仆射。祖父卢衍，唐朝刑部侍郎、太子宾客，累赠太保。父亲卢望，唐朝尚书司勋郎中，累赠太子少傅。卢质幼年聪慧，善写文章。十六岁时，陕帅王重盈奏授芮城县令，能顺从父母的脸色赡养。为了方便奉养父母，转任同州澄城县令。改任秘书郎，为母丁忧，回到河南故里。天祐三年（906年），北游太原，李襲吉在李克用幕府，把女儿嫁给了他。李克用承制授检校兵部郎中，充河东节度掌书记，赐绯鱼袋。天祐五年（908年），晋王李克用病重，命其弟内外蕃汉都知兵马使与振武节度使李克宁，监军张承业，大将李存璋、吴珙，掌书记卢质等人拥立他的儿子晋州刺史李存勖为嗣。李克用死后，李克宁手握兵柄，谋划嗣袭，卢质与张承业等密谋，同立李存勖为嗣，有翊赞之功。后来李存勖出征，卢质从行。卢质嗜酒轻傲，曾称呼晋王的弟弟们为猪狗，晋王怀恨在心。张承业害怕他因此招致祸患，抽空对晋王说：“卢质曾经多次无礼，请代为大王杀掉他。”晋王说：“我正在招贤纳士来完成我的功业，七哥为什么要说这样过份的话？”张承业站起来祝贺他说：“大王能够如此，还怕得不到天下吗？”卢质因此得以免祸。
天祐十六年（919年），卢质转节度判官、检校礼部尚书。天祐十八年（921年）四月，节度判官卢质秉承晋王的旨意授张文礼为成德留后。天祐十九年（922年），晋王将即帝位，命为大礼使，加至银青光禄大夫、检校右仆射。天祐二十年（923年）二月，晋王在河东、魏博、易定、镇冀四镇判官中选拔前朝的士族，想任命为宰相。河东节度判官卢质名列榜首，卢质性情疏逸，不喜欢居高位，于是坚决辞让，请求让义武节度判官豆卢革、河东观察判官卢程来充任。于是晋王马上召见豆卢革和卢程，并拜他们为行台左右承相，任命卢质为行台礼部尚书。庄宗李存勖登极后，以本官兼太原尹，充北京留守事，未赴任，改户部尚书、知制诰，充翰林学士承旨。同光元年（923年）冬，灭后梁后，权判租庸事，逾月随驾定都洛阳，权知汴州军府事。租庸使孔谦掌握利权，志在聚敛，将钱借贷给百姓，然后让百姓们用低价的丝来偿还贷款，下发檄文，让州县官吏来督促。翰林学士承旨、代理汴州知州卢质上书庄宗说：“梁国的赵岩曾任租庸使，因为他利用借款来向百姓搜刮财物，和百姓结怨。陛下破旧立新，为民除害，但相关部门没有改掉他们的所作所为，就像赵岩又复活一样。今年春季因霜寒损害了庄稼，收获的茧丝也很少，只收正税还怕有人逃亡躺税，何况又增加了借贷，百姓怎么能忍受得了。臣下只侍奉天子，不侍奉租庸使，敕旨还没有颁发，租庸使就频繁地下达文书，希望能够及早颁发明确的命令。”庄宗没有答复他。卢质又改任金紫光禄大夫、兵部尚书、知制诰、翰林学士承旨，赐论思匡佐功臣。中书侍郎、同平章事卢程因私事求于兴唐府，兴唐府的官吏们没有答应，他就用鞭子抽打府吏们的背。光禄卿兼兴唐少尹任团是任圜的弟弟，庄宗的叔伯姐姐的女婿，到了卢程那里去诉说，卢程骂他想依仗老婆之力。任团把此事告给了庄宗，庄宗非常生气，打算命令卢程自杀。卢质全力解救，才将他贬为右庶子。当时复试进士，卢质以“后从谏则圣”为赋题，以“尧、舜、禹、汤倾心求过”为韵，按旧例赋韵四平四仄，卢质所出赋韵是五平三仄，于是被诗赋行家讥讽。
天成元年（926年），卢质被制授特进、检校司空、同州匡国军节度使。宰相冯道作诗饯别：“视草北来唐学士，拥旄西去汉将军。”天成二年（927年），改赐耀忠匡定保节功臣，就加检校司徒。天成三年（928年），入拜兵部尚书，判太仆卿事（《新五代史》作太常卿）。天成四年（929年），进封开国公。后梁封唐哀帝为济阴王，随即毒杀，葬在曹州。同光三年，庄宗将议改葬，曹太后驾崩，就中止了。沿袭故坟，稍稍增大堆土，按时献祭。卢质建议立庙追谥，谥号昭宣光烈孝皇帝，庙号景宗。天成四年八月，唐明宗在文明殿派遣卢质奉册到曹州立庙。朝中议事的人认为辉王不幸被贼臣所立，他的父母唐昭宗、何皇后都被梁国所弑，于是亡国，不应该称“昭宣光烈”，而且立庙称宗却不入太庙，都不对。以此非难卢质，大臣也知其不可，于是上奏去庙号。
长兴二年（931年），卢质被授检校太保、河阳节度使，改镇沧州，入朝为右仆射。秦王李从荣因谋反被诛，卢质奉诏以右仆射权知河南府事。应顺初年，转任检校太傅，正拜河南尹，后改太子少师。李从珂在凤翔造反，唐闵帝发兵讨伐，竭尽府库以厚赏，兵至凤翔叛降。李从珂率领他们东向，许诺事成重赏，军士都充满希望。李从珂即位，有司进献钱数很少，李从珂暴怒。从诸镇至刺史，都要进献钱帛以助国用，还是不足，三司使王玫请按比例征收民财以备国用。于是派卢质与王玫等共同议定征收的比例，因为贫富不均，怨讼并起，监狱爆满。六七日间，所得不满十万。李从珂又命卢质等按民屋征税五个月，于是民怨大起。清泰末年，卢质复为右仆射。石敬瑭登极，因小病分司西京。晋出帝嗣位，拜太子太保。天福七年十月二十七丁丑日，在洛阳去世，年七十六岁。赠太子太师，后汉乾祐元年九月，其子尚书兵部员外郎卢琼上章为父亲请谥，谥文忠。其子十一人，只有第六子卢琼，官至省郎，其余都是州县官。